# Accrocciamuro
La famiglia Accrocciamuro (o Acclocciamuro, anticamente Achrocamur) è stata una famiglia nobile italiana.

## Storia
Le notizie storiografiche sulla famiglia Accrocciamuro sono scarse e frammentarie. Essa discendeva dalla famiglia Ponziaco, la quale aveva origine francese. Si hanno sue notizie sin dai tempi del re del Regno di Napoli Carlo I d'Angiò, dove si ritrovano due fratelli, Guglielmo e Rinaldo Accrocciamuro, entrambi baroni e cavalieri. Quest'ultimo fu barone di Bugnano, Casal Piano, Casapuzzano e Carpineto Sinello, quest'ultimi due ricevuti in dote insieme a 360 once da sua moglie Berlingiera di Sangro. Più avanti nel tempo, nel 1325, si ritrova un Ruggero Accrocciamuro, marito prima di Francesca Del Tufo e poi di Venita di Marsico, aver ricoperto l'ufficio di gran giustiziere, uno dei sette grandi uffici del Regno di Napoli. Nel 1411 un secondo Rinaldo Accrocciamuro (a volte riportato nelle fonti anche come Riccardo Accrocciamuro), possessore per via materna di alcuni feudi in Terra di Lavoro, prese parte sotto re Ladislao d'Angiò-Durazzo alla fallimentare battaglia di Roccasecca contro Luigi II d'Angiò-Valois, pretendente al trono del Regno. Suo figlio, il condottiero Lionello Accrocciamuro, fu il membro più celebre della dinastia. Egli era nipote per via di madre del capitano di ventura Jacopo Caldora e fu suo allievo nella sua compagnia di ventura. Morto il Caldora, ne sposò la vedova Jacovella da Celano, costei alle terze nozze, la quale gli portò in dote la contea di Celano e la baronia di Carapelle e con lei si estinse la sua famiglia in quanto ne costituiva l'ultimo membro; da Jacovella ebbe due figli e una figlia, Ruggero, Pietro e Isabella. Pietro, amante della letteratura, delle scienze e delle arti, si trasferì a Venezia per divenire allievo dell'umanista Pomponio Leto, mentre Isabella si sposò con Guglielmo del Balzo. Quanto al primogenito Ruggero, detto "Ruggerone", mortogli il padre, entrò in forte conflitto con la madre per i diritti sulla contea di Celano; così l'assediò nella contea e, catturatala, la confinò come prigioniera nel castello di Castelvecchio Subequo. Ruggero prese parte alla congiura dei baroni contro il re Ferrante d'Aragona, ma tale gesto gli costò la perdita di tutti i feudi della sua famiglia che vennero assegnati ad Antonio Piccolomini. Per lo che Ruggero, nel 1496, venuto in contesa con i Piccolomini, a Pratola Peligna fu ucciso con due colpi di spada da Alfonso Piccolomini e con lui si estinse la sua famiglia.

## Albero genealogico
Di seguito è riportato l'albero genealogico della famiglia Accrocciamuro da Rinaldo/Riccardo, attestato nel 1411, fino agli ultimi discendenti, secondo le ricostruzioni dei genealogisti Carlo De Lellis e Scipione Ammirato:
|                        |                        |                        |                        |                         |                         |          |                  |              |              |             |             |
|                        |                        |                        |                        |                         |                         |          | Rinaldo/Riccardo |              |              |             |             |
|                        |                        |                        |                        |                         |                         |          |                  |              |              |             |             |
|                        |                        |                        |                        |                         |                         |          |                  |              |              |             |             |
|                        |                        |                        |                        | Lionello                | Lionello                |          |                  | Cola Antonio | Cola Antonio | Giovannella | Giovannella |
|                        |                        |                        |                        |                         |                         |          |                  |              |              |             |             |
|                        |                        |                        |                        |                         |                         |          |                  |              |              |             |             |
|                        |                        | Ruggero "Ruggerone"    | Ruggero "Ruggerone"    | Pietro                  | Pietro                  | Isabella | Isabella         | Rinaldo      | Rinaldo      |             |             |
|                        |                        |                        |                        |                         |                         |          |                  |              |              |             |             |
|                        |                        |                        |                        |                         |                         |          |                  |              |              |             |             |
| Lionello (illegittimo) | Lionello (illegittimo) | Giovanni (illegittimo) | Giovanni (illegittimo) | Ruggerone (illegittimo) | Ruggerone (illegittimo) |          | Federico         | Federico     |              | Cesare      | Cesare      |
|                        |                        |                        |                        |                         |                         |          |                  |              |              |             |             |
|                        |                        |                        |                        |                         |                         |          |                  |              |              |             |             |
|                        |                        |                        |                        |                         |                         | Camilla  | Camilla          | Porzia       | Porzia       | ?           | ?           |

## Feudi
La famiglia possedette un totale di 88 baronie ed un'unica contea, la contea di Celano.